# كلوديا جونز
كلوديا جونز، الاسم عند الولادة: كلوديا فيرا كومبرباتش (21 فبراير 1915-24 ديسمبر 1964)، كانت صحفية وناشطة وُلِدت في جمهورية ترينيداد وتوباغو. هاجرت في طفولتها مع عائلتها إلى الولايات المتحدة حيث أصبحت ناشطة سياسية شيوعية، ونسوية وقومية سوداء، واعتمدت اسم جونز بمثابة «معلومة مضللة للحماية الذاتية». رُحِّلت من الولايات المتحدة في عام 1955 بسبب الاضطهاد السياسي للشيوعيين هناك، وعاشت بعد ذلك في المملكة المتحدة. انضمت فور وصولها إلى المملكة المتحدة إلى الحزب الشيوعي لبريطانيا العظمى، وبقيت عضوًا فيه لبقية حياتها. أسست أول صحيفة كبرى مخصصة للسود في بريطانيا وهي ويست إنديان غازيت في عام 1958، ولعبت دورًا رئيسيًا في تأسيس كرنفال نوتينغ هيل، وهو ثاني أكبر كرنفال سنوي في العالم.

## الترحيل
نظمت جونز أيضًا الفعاليات وتحدثت خلالها انطلاقًا من منصبها كعضو منتخب في اللجنة الوطنية للحزب الشيوعي بالولايات المتحدة. قُبِض على جونز في عام 1948 بسبب عضويتها في الحزب الشيوعي الأمريكي والأنشطة المختلفة المرتبطة به، وحُكم عليها بأول أربع جلسات في السجن. تلقت جونز تهديدات بالترحيل إلى ترينيداد وهي مسجونة في جزيرة إيليس.
اكتُشِف بعد جلسة استماع في دائرة الهجرة والتجنيس أن جونز تنتهك قانون مكارّان لكونها أجنبية (غير أمريكية) انضمت إلى الحزب الشيوعي. شهد العديد من الشهود على دورها في الأنشطة الحزبية، وعرفت نفسها على أنها عضو في الحزب منذ عام 1936 عندما أكملت تسجيل الأجانب الخاص بها في 24 ديسمبر عام 1940، وذلك بما يتوافق مع قانون تسجيل الأجانب. أُمِر بترحيلها في 21 ديسمبر عام 1950.
أصيبت بأول نوبة قلبية في عام 1951 وهي في السجن، إذ كانت تبلغ من العمر 36 عامًا. حوكمت في نفس العام وأُدينت مع 11 شخصًا آخر، من ضمنهم صديقتها إليزابيث غورلي فلين، بارتكاب «أنشطة غير أمريكية» بموجب قانون سميث، وبشكل خاص الأنشطة ضد حكومة الولايات المتحدة. تتعلق التهم الموجهة إلى جونز بمقال كتبته لمجلة الشؤون السياسية بعنوان «نساء في الكفاح من أجل السلام والأمن». رفضت المحكمة العليا الاستماع إلى استئنافهم. بدأت جونز عقوبتها في عام 1955 لمدة عام ويوم واحد في الإصلاحية الفيدرالية للنساء في بلدة ألدرسون بولاية فيرجينيا الغربية. أُفرِج عنها في 23 أكتوبر عام 1955.
مُنعت جونز من دخول ترينيداد وتوباغو، ويرجع ذلك بشكل جزئي إلى أن الحاكم الاستعماري الجنرال السير هوبرت إلفين رانس كان يرى «أنها قد تسبب بعض الإزعاج». عُرض عليها في النهاية الإقامة في المملكة المتحدة لأسباب إنسانية، ووافقت السلطات الفيدرالية على السماح بذلك عندما وافقت على التوقف عن الطعن في ترحيلها. اجتمع 350 شخصًا لتوديعها في فندق تيريزا هارلم في 7 ديسمبر عام 1955.

## الموت
توفيت جونز عشية عيد الميلاد في شقتها في عام 1964، عن عمر يناهز 49 عامًا. أعلن تشريح الجثة أنها عانت من نوبة قلبية شديدة بسبب مرض القلب والسل.

كانت جنازتها في 9 يناير عام 1965 عبارة عن مراسم سياسية كبيرة، إذ اختير مكان قبرها لتكون على يسار قبر بطلها، كارل ماركس، في مقبرة هايغيت شمال لندن. قرأ بول روبسون خلال الدفن رسالته عن جونز:
كان لشرف عظيم أن أعرف كلوديا جونز. كانت زعيمة قوية وشجاعة للحزب الشيوعي للولايات المتحدة، وكانت نشطة للغاية في العمل من أجل وحدة الشعوب البيضاء والملونة والكرامة والمساواة، وخاصة من أجل السود والنساء.